# کمبلتون (فلوریدا)
کمبلتون (به انگلیسی: Campbellton) شهرکی در شهرستان جکسون ایالت فلوریدا است که در سال ۱۹۲۵ بنیان‌گذاری شده‌است. این شهرک طبق سرشماری سال ۲۰۱۰ میلادی، ۲۳۰ نفر جمعیت داشته و مساحت آن نیز ۲٫۳ کیلومتر مربع است.